# Rodolfo Marán
Rodolfo Marán (* 1897; † nach 1927) war ein uruguayischer Fußballspieler.

## Verein
Der auf dem linken Flügel eingesetzte spätere Zahnarzt Marán spielte 1916, zu dieser Zeit war er Medizinstudent, für den montevideanischen Club Universal. In jenem Jahr schloss sein Verein die Saison als Tabellen-Sechster in der Primera División ab. Anschließend gehörte von 1917 bis 1926 dem Kader Nacionals an. 1917, 1919, 1920, 1922, 1923 und 1924 feierte er mit seiner Mannschaft den Gewinn der uruguayischen Meisterschaft. Insgesamt bestritt er in diesem Zeitraum 218 Spiele für die Bolsos, in denen er 39 Tore schoss. Auch nahm er an der Nacionals Europa-Tournee des Jahres 1925 und zwei Jahre später an der Tournee durch die Antillen und Nordamerika teil.

## Nationalmannschaft
Marán war auch Mitglied der uruguayischen A-Nationalmannschaft. Insgesamt absolvierte er von seinem Debüt am 14. Juli 1916 bis zu seinem letzten Spiel für die Celeste am 15. Juli 1923 14 Länderspiele. Einen Treffer erzielte er nicht.
Pérez nahm mit der Nationalelf an den Südamerikameisterschaften 1916 (ein Spiel), 1917 (kein Einsatz), 1919 (zwei Spiele, kein Tor) und 1922 (zwei Spiele, kein Tor) teil. 1916 und 1917 gewann Uruguay den Titel. 1919 scheiterte sein Heimatland knapp und wurde Zweiter.
Überdies wirkte er mit der heimischen Nationalelf auch bei der Copa Lipton in den Jahren 1916, 1917 und 1922, der Copa Gran Premio de Honor Uruguayo 1917 und 1922 sowie der Copa Gran Premio de Honor Argentino in den Jahren 1919 und 1923 mit.

## Erfolge
- Südamerikameister: 1916, 1917
- Uruguayischer Meister: 1917, 1919, 1920, 1922, 1923, 1924